# Alwin Walther

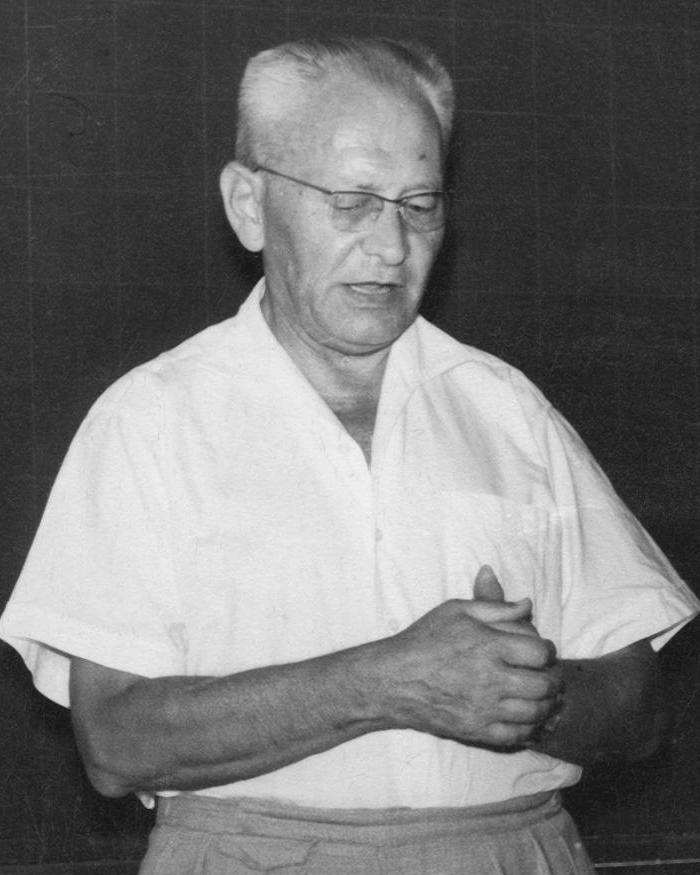
Alwin Oswald Walther,
Darmstadt 1964 in seinem IPM

Alwin Oswald Walther (* 6. Mai 1898 in Reick; † 4. Januar 1967 in Darmstadt) war ein deutscher Mathematiker, Ingenieur und Hochschullehrer. Er gehört zu den Pionieren der maschinellen Rechentechnik in Deutschland.

## Leben

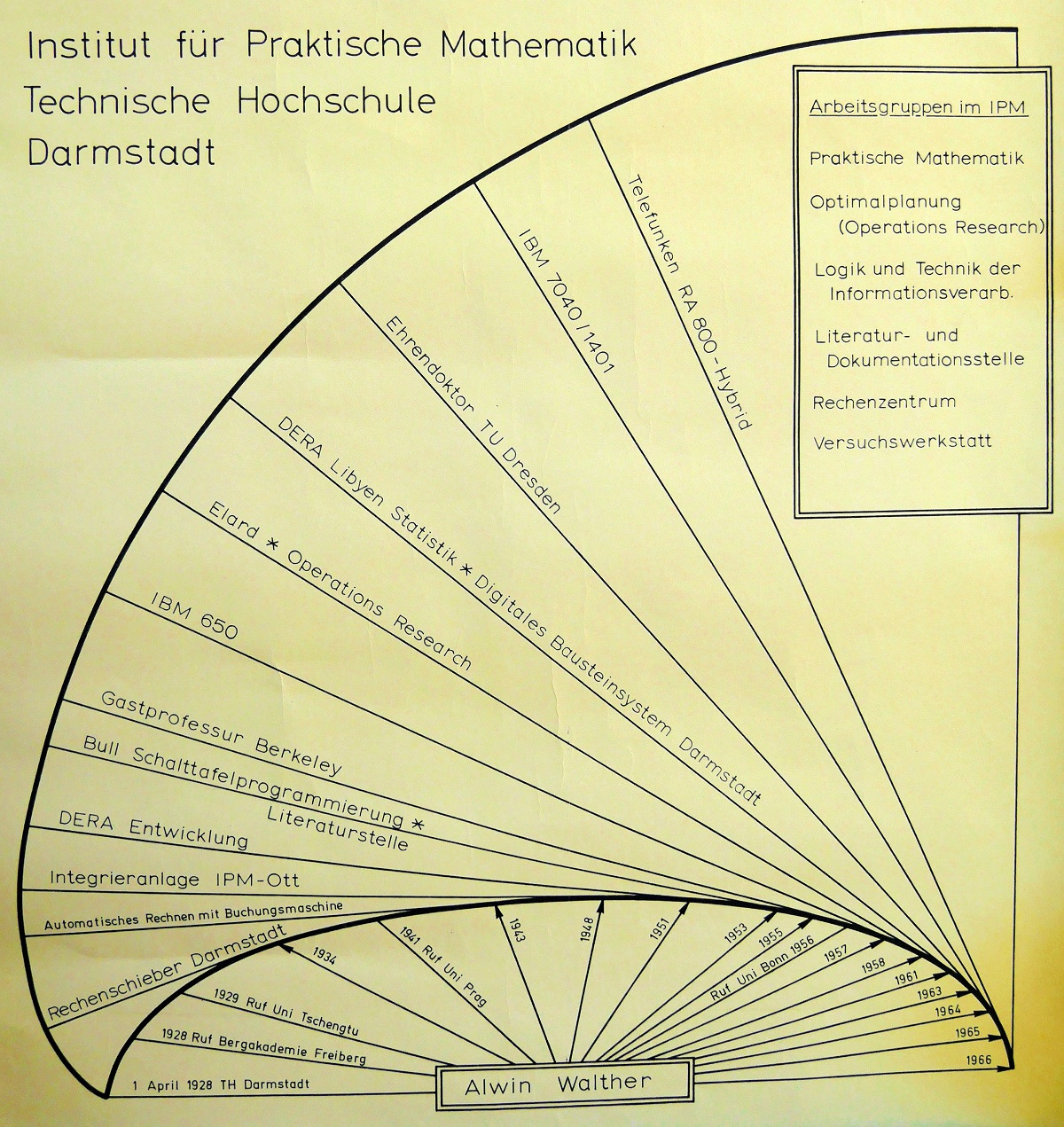
Gedenkblatt für Alwin Walther

Alwin Walther wurde im Mai 1898 in Reick nahe Dresden geboren. Nach der Schule leistete Walther von 1916 bis 1919 seinen Militärdienst. Er wurde zwei Mal verwundet und erhielt das Eiserne Kreuz 1. Klasse. Von 1919 bis 1922 studierte er Mathematik und Physik an der Technischen Hochschule Dresden für das Höhere Lehramt. 1922 folgte die Promotion zum Dr. rer. tech. (heute entsprechend Dr.-Ing.). Von 1922 bis 1928 war er Assistent und Oberassistent von Richard Courant am Mathematischen Institut an der Universität Göttingen. Dort habilitierte er sich 1924 und wurde Privatdozent. Im Jahr davor hielt er sich zu wissenschaftlichen Zwecken in Kopenhagen auf. Von 1926 bis 1927 war er Rockefeller-Stipendiat in Kopenhagen und Stockholm. Am 1. April 1928 wurde Walther ordentlicher Professor für Mathematik an der TH Darmstadt und Leiter des Instituts für Praktische Mathematik.
Walther legte großen Wert auf Fragen der praktischen Anwendung der Mathematik. So entwickelte er in den frühen 1930er Jahren den Rechenschieber „System Darmstadt“, der im Ingenieurbereich große Verbreitung fand.
Alwin Walther war über viele Jahre in der 1918 gegründeten Vereinigung von Freunden der Technischen Universität zu Darmstadt aktiv. Im März 1933 wurde er stellvertretender Schriftführer. Im Jahr darauf bis in die späten 1940er Jahre war er deren Schatzmeister. Anlässlich der Hauptversammlung 1950 wurde er zum Ehrenmitglied der Vereinigung ernannt.
Alwin Walter sprach zwei Nominierungen für den Physik-Nobelpreis aus, die in einer Verleihung endeten. Die erste Nominierung galt Petrus Debye (1930) und die zweite Enrico Fermi (1936).

## Institut für Praktische Mathematik
Walther ließ ab 1939 an seinem Institut in Darmstadt die Berechnungen für das deutsche Raketenprogramm an der Heeresversuchsanstalt Peenemünde durchführen. Er galt als einer der forschungsstärksten und einflussreichsten Wissenschaftler der TH Darmstadt, die am Raketenprogramm in Peenemünde beteiligt waren. Das Institut für Praktische Mathematik (IPM) wurde 1942 als „Wehrwirtschaftsbetrieb“ eingestuft, was mit gewissen Privilegien verbunden war.
Die Gründung der Forschungsstätte „M“ (Mathematik) im KZ Sachsenhausen im Rahmen des SS-Projekts „Ahnenerbe“ erfolgte in enger Zusammenarbeit mit dem Institut für Praktische Mathematik an der TH Darmstadt. Walther bot an, den zukünftigen Leiter der Forschungsstätte in Darmstadt zu schulen, und äußerte sein Interesse an einer weiteren Zusammenarbeit.
Walther leitete zugleich die Sektion für praktische Mathematik am Krakauer Institut für Deutsche Ostarbeit unter Hans Frank. Er stand auch in Verbindung mit der „Sektion Astronomisches Rechenwesen“ im KZ Krakau-Plaszow und kooperierte mit dem Astrophysiker Kurt Walter. Das IPM forderte von dort im Sommer 1944 die Übersetzung russischer Fachliteratur (Vgl. Hanel 2013, S. 346).
Nach dem Luftangriff auf Darmstadt in der Nacht vom 11. auf den 12. September 1944, der große Teile der Stadt und der Hochschule zerstörte, wurde das IPM auf mehrere Ausweichstellen aufgeteilt. In diesen Ausweichstellen waren noch über 70 Personen tätig. Wenige Tage vor dem Einmarsch der Amerikaner in Darmstadt Ende März 1945 ließ Walther sämtliche Forschungsberichte, die das Vorhaben „Peenemünde“ betrafen, verbrennen Dennoch ging die Abwicklung anderer Aufträge weiter. Walther war mit der Abwicklung von Aufträgen der Kriegsmarine bis 1947 beschäftigt.

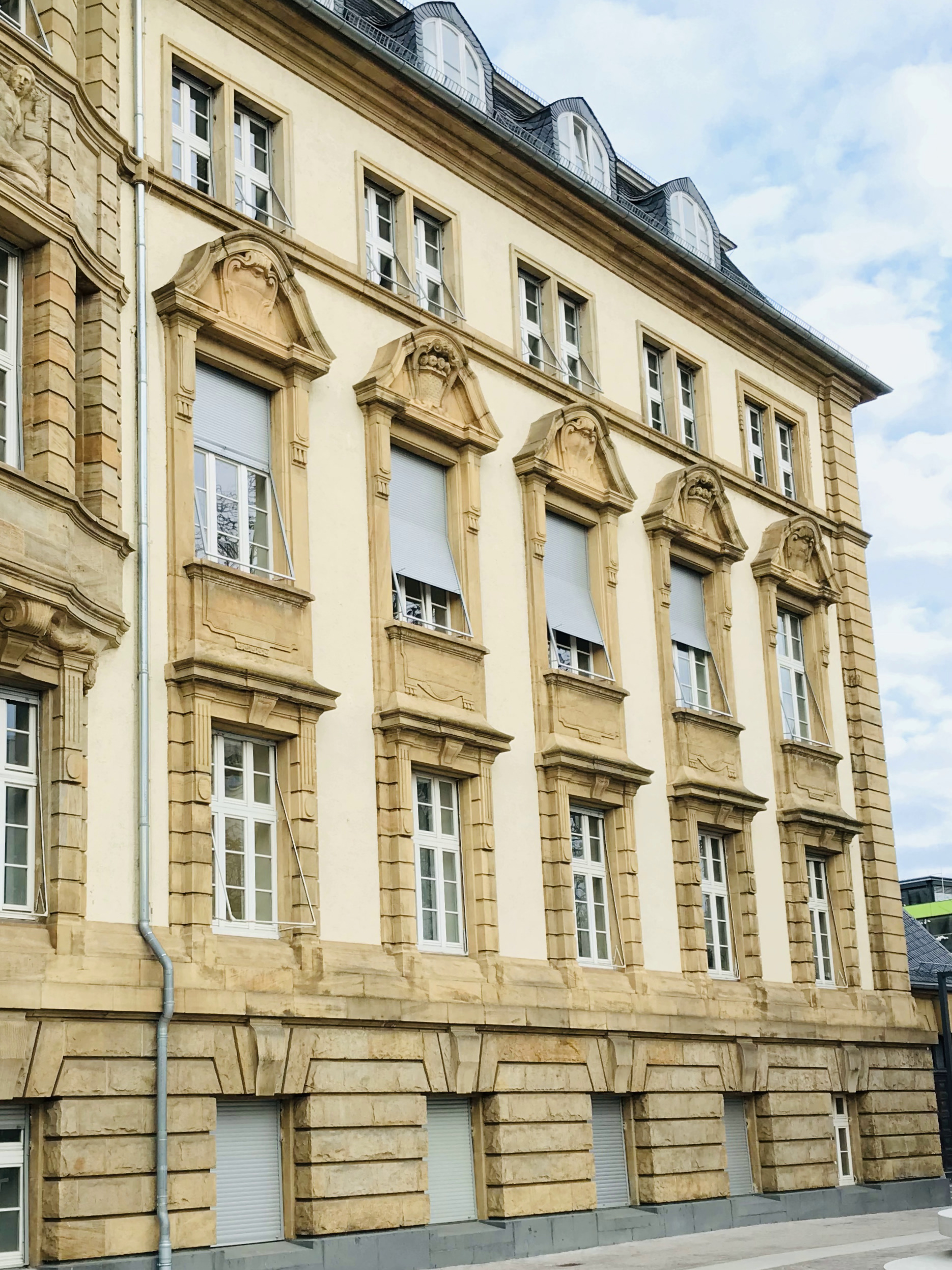
Westseite des IPM im 3. Stock

Nach dem Krieg wurde unter seiner Leitung am Institut für Praktische Mathematik (IPM) der TH Darmstadt ab 1951 der DERA (Darmstädter Elektronischer Rechenautomat) erbaut, ein raumgroßer Elektronenrechner mit Radioröhren.
Im Oktober 1955 veranstalteten die Gesellschaft für Angewandte Mathematik und Mechanik (GAMM) und die Nachrichtentechnische Gesellschaft (NTG) im Verband Deutscher Elektrotechniker (VDE) in der TH Darmstadt eine Fachtagung Elektronische Rechenmaschinen und Informationsverarbeitung. Walther war örtlicher Tagungsleiter.

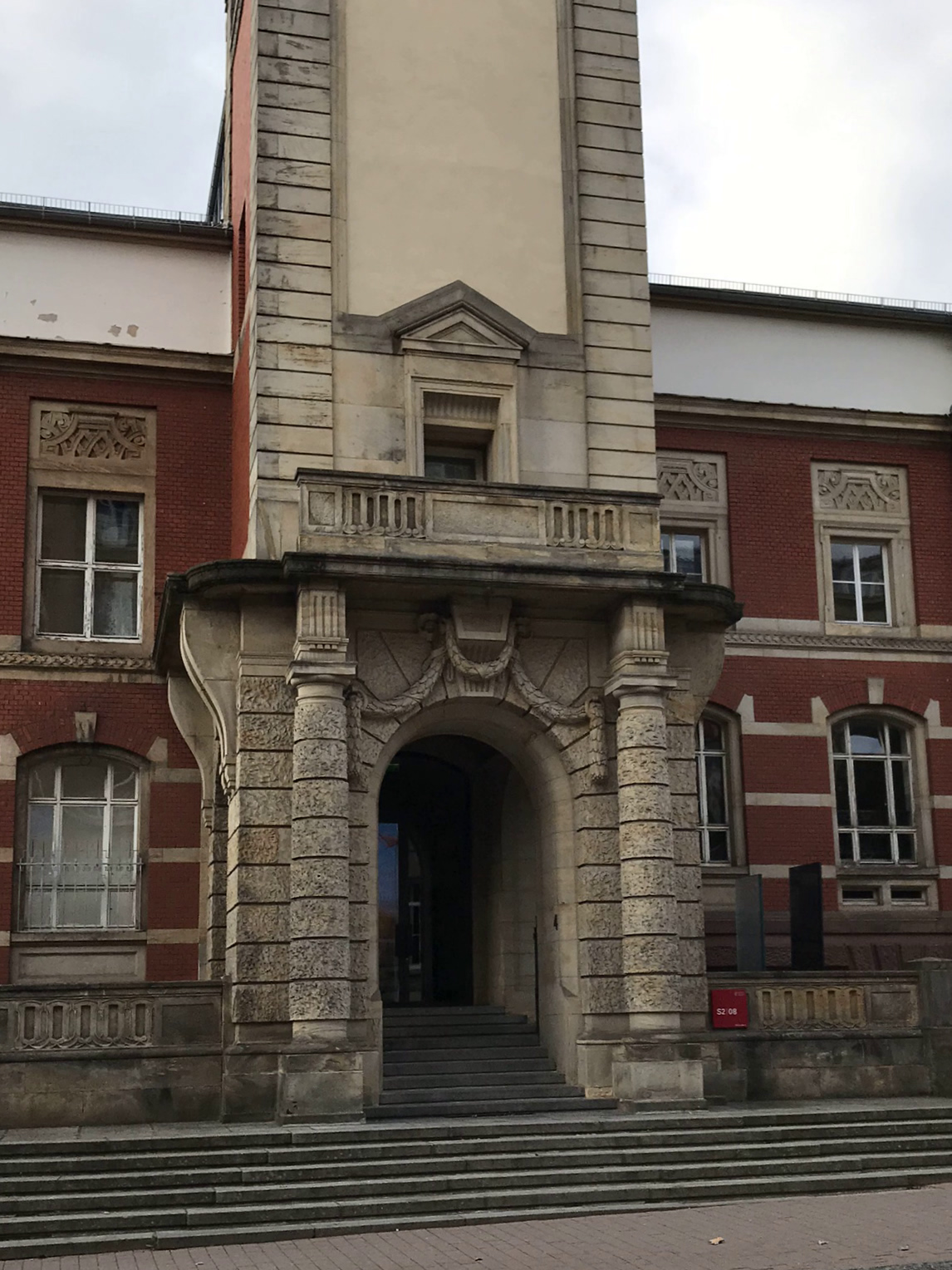
Chemie der TH mit Hörsaal

Mehr als 50 in- und ausländische Experten hielten Vorträge, die im Nachrichtentechnischen Fachbericht (NTF) Band 4 – 1956 zusammen mit Diskussionsbeiträgen veröffentlicht wurden. Hauptvorträge hielten Goldstine, Piloty, Billing, Booth, Householder, Rutishauser und Aiken. Mehr als 500 Teilnehmer aus 15 Ländern besuchten die erste internationale Veranstaltung über dieses Gebiet. Zu den Entwicklungen in der Sowjetunion berichteten Lebedew und Basilewski.

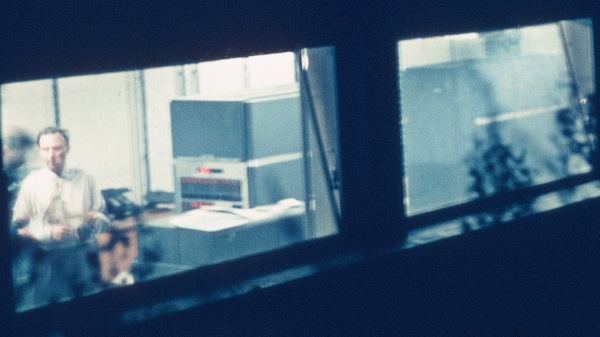
IBM 650, Herbst 1957 bei Nacht mit Anwender Rolf Hagedorn (CERN), Lochkarteneinheit, Rechner und Stromversorgungseinheit

An der TH Darmstadt nahm das IPM bereits am 11. Februar 1957 den mit Mitteln der DFG erworbenen ersten kommerziellen Computer in Betrieb (eine IBM 650).
Es wurden Vorlesungen im Hörsaal der Chemie über das Programmieren mit Übungen abgehalten, so dass an der IBM 650 alle Studenten der Hochschule das Programmieren erlernen konnten.
Mitarbeiter am IPM waren unter anderen: Wilfried de Beauclair, Hermann Bottenbruch, Lothar Collatz, Ernst Dotzauer, Karl Hessenberg, Gerhard Hund, Peter Schnell, Heinz Unger und Rudolf Zurmühl.
Walther war maßgeblich am Aufbau des Deutschen Rechenzentrums (DRZ) in der Rheinstraße in Darmstadt beteiligt (Einweihung 1963). Aus dieser Einrichtung wurde in Kooperation mit anderen Einrichtungen 1973 die Gesellschaft für Mathematik und Datenverarbeitung (GMD) und nach dem Zusammenschluss mit der Fraunhofer-Gesellschaft 2001 das Fraunhofer SIT.

## Hochschulrechenzentrum der TU Darmstadt
Alwin Walther war maßgeblich an der Gründung des Hochschulrechenzentrums der TH Darmstadt in den 1960er Jahren beteiligt. Die ersten Räumlichkeiten für das Rechenzentrum wurden 1963 im Sockelgeschoss des Westflügels im Alten Hauptgebäude zur Verfügung gestellt. Nach dem Umbau wurde im Herbst 1964 dann eine IBM 7040 in Betrieb genommen. IPM und das Hochschulrechenzentrum wurde zwar organisatorisch getrennt, bis zu seiner Emeritierung 1966 war Alwin Walther jedoch der Leiter beider Einrichtungen.
Walther wurde am 30. September 1966 emeritiert. Wenige Monate danach verstarb er nach kurzer Krankheit im Alter von 68 Jahren in Darmstadt.

## Ehrungen (Auswahl)
- 1950: Ehrenmitglied der Vereinigung von Freunden der Technischen Universität zu Darmstadt.
- 1959: Silberne Médaille de la Ville de Paris anlässlich seiner Vorbereitung eines UNESCO-Kongresses für Informationsverarbeitung
- 1963: Silberne Verdienstplakette der Stadt Darmstadt.
- 1963: Ehrendoktorwürde der TU Dresden.

## Publikationen (Auswahl)
- Einführung in die mathematische Behandlung naturwissenschaftlicher Fragen, Springer, Berlin, 1928.
- Begriff und Anwendungen des Differentials, Teubner, Leipzig, 1929.
- Mit O. Koch u. K.-J. Lesemann: Der Radiale Temperaturverlauf im wandstabilisierten Quecksilber-Hochdruckbogen, Zeitschrift für Physik, Bd. 127, S. 153–162 (1949).
- Auswirkungen der Groß-Rechenanlagen auf die Ingenieurarbeit, Zeitschrift des Vereines Deutscher Ingenieure Bd. 93 (1951) Nr. 19/20 Seite AZ 1–2.
- Mathematisches Denken und mathematische Geräte in Ihrer gegenseitigen Beeinflussung, Mathematisch-Physikalische Semesterberichte Band 1, Heft 3/4, S. 169–188.
- Mathematik -- lebendige Wissenschaft und Helferin der Praxis, Der Volkswirt, Sonderheft Wissenschaft und Wirtschaft, S. 41–44.
- Bemerkungen zur Großzahl-Methodik, Rationalisierung durch Großzahlforschung, Verlag Stahleisen 1952, S. 64–66.
- Unterricht und Forschung im Institut für Praktische Mathematik (IPM) der Technischen Hochschule Darmstadt, Der mathematische Unterricht in der Bundesrepublik Deutschland, Kapitel XVIII, S. 260–274.
- Mit Johannes Dörr u. Edelgard Eller: Mathematische Berechnung der Temperaturverteilung in der Glasschmelze mit Berücksichtigung von Wärmeleitung und Wärmestrahlung, Glastechnische Berichte, Zeitschrift für Glaskunde 26 (1953) H. 5, S. 133–140.
- Mit Johannes Dörr: Typische Einschwingvorgänge zu fundamentalen Übertragungsfunktionen. Archiv der elektrischen Übertragung (1953), S. 379–386.
- Mit K.-J. Lesemann: Instrumentelle Bearbeitung der Differentialgleichung einer Funkenstrecke, Zeitschrift für Physik, Bd. 135, S. 658–664 (1953).
- Probleme im Wechselspiel von Mathematik und Technik, Zeitschrift des Vereines Deutscher Ingenieure, Bd. 96 (1954), Nr. 5, S. 137/149.
- Neue deutsche Integrieranlage für Differentialgleichungen, Zeitschrift des Vereines Deutscher Ingenieure, Bd. 96 (1954), H. 22, S. 755/58.
- Über die Bedeutung der Mathematik für die Wirtschaft und Wirtschaftswissenschaften, zu einem Vortrag von W. G. Hoffmann über die Probleme der amerikanischen Wirtschaftspolitik, Schriftenreihe der Arbeitsgemeinschaft für Rationalisierung des Landes Nordrhein-Westfalen, Heft 17 (1955), S. 46–52.
- Mit Heinz Rutishauser u. Josef Heinhold: Diskussionsbeiträge bei der Computer-Tagung 1955 in Darmstadt, 1956.
- Angeandte Mathematik - Entwicklung in jüngster Vergangenheit, Westdeutscher Verlag Köln und Opladen, 34 S., Sonderdruck aus Aufgaben deutscher Forschung (1957).
- Bedeutung und Auswirkungen der modernen Rechenanlagen. Dr. Max Gehlen Verlag, 1958.
- Moderne Rechenanlagen - Hilfe und Vorbild für den Konstrukteur, VDI-Zeitschrift Bd. 100 (1958) Nr. 24, S. 1143/1157.
- Mit Marianus Czerny: Tabellen der Bruchteilfunktionen zum Planckschen Strahlungsgesetz, Berlin, Springer, 1961, ISBN 3-642-47381-4.

## Alwin-Walther-Medaille
Eine Alwin-Walther-Medaille wurde von 1997 bis 2010 für herausragende Leistungen sowie für außergewöhnliche Forschungs- und Entwicklungsarbeiten auf den Gebieten der Informatik oder der angewandten Mathematik von den Fachbereichen Informatik und Mathematik an der Technischen Universität Darmstadt vergeben.
2010 wurde die Alwin-Walther-Medaille  abgeschafft und 2016 durch den Robert Piloty-Preis ersetzt.